# Народная беседа
«Наро́дная бесе́да» — журнал, выходивший в Санкт-Петербурге с 1862 по 1867 год.
Выпускался шесть раз в год с подзаголовком «Вестник полезных сведений».
В первые годы издавал и редактировал журнал А. Ф. Погосский, с 1864 года — В. В. Дерикер.
Журнал издавался редакцией «Солдатской беседы» и не отличался от последней по своему направлению.